# Candia Lomellina
Candia Lomellina é uma comuna italiana da região da Lombardia, província de Pavia, com cerca de 1.646 habitantes. Estende-se por uma área de 27 km², tendo uma densidade populacional de 61 hab/km². Faz fronteira com Breme, Casale Monferrato (AL), Cozzo, Frassineto Po (AL), Langosco, Motta de' Conti (VC), Valle Lomellina.

## Demografia
| Variação demográfica do município entre 1861 e 2011                               |
|                                                                                   |
| Fonte: Istituto Nazionale di Statistica (ISTAT) - Elaboração gráfica da Wikipedia |

## Monumentos para visitar
- Igreja da Confraternita, com afrescos de Giuseppe Amisani
- Igreja da Trinità, com afrescos de Giuseppe Amisani